# Nađa Higl
Nađa Higl (Servisch: Нађа Хигл) (Pančevo (Vojvodina), 2 januari 1987) is een Servische zwemster. Ze vertegenwoordigde haar vaderland op de Olympische Zomerspelen 2008 in Peking, China.

## Carrière
Bij haar internationale debuut, op de Europese kampioenschappen zwemmen 2006 in Boedapest, strandde Higl in de series van de 100 en 200 meter schoolslag en de 400 meter wisselslag. Op de Europese kampioenschappen kortebaanzwemmen 2007 in Debrecen werd de Servische uitgeschakeld in de series van de 100 en de 200 meter schoolslag.
In Manchester nam Higl deel aan de wereldkampioenschappen kortebaanzwemmen 2008, op dit toernooi strandde ze in de series van de 100 en de 200 meter schoolslag. Tijdens de Olympische Zomerspelen van 2008 in Peking, China werd de Servische uitgeschakeld in de series van zowel de 100 als de 200 meter schoolslag. Op de Europese kampioenschappen kortebaanzwemmen 2008 in Rijeka strandde Higl in de series van de 100 en de 200 meter schoolslag, samen met Marica Strazmester, Danijela Djikanović en Miroslava Najdanovski werd ze uitgeschakeld in de series van de 4x50 meter wisselslag.
Tijdens de wereldkampioenschappen zwemmen 2009 in Rome veroverde de Servische de wereldtitel op de 200 meter schoolslag, op de 100 meter schoolslag strandde ze in de halve finales. In Istanboel nam Higl deel aan de Europese kampioenschappen kortebaanzwemmen 2009, op dit toernooi sleepte ze de zilveren medaille in de wacht op de 200 meter schoolslag en werd ze uitgeschakeld in de halve finales van de 100 meter schoolslag.
Op de Europese kampioenschappen zwemmen 2010 in Boedapest eindigde de Servische als achtste op de 200 meter schoolslag, daarnaast strandde ze in de series van de 100 meter schoolslag. Op de 4x100 meter wisselslag werd ze samen met Marica Strazmester, Tijana Vukanović en Miroslava Najdanovski uitgeschakeld in de series.
Tijdens de wereldkampioenschappen zwemmen 2011 in Shanghai eindigde Higl als zesde op de 200 meter schoolslag.

## Internationale toernooien
| Jaar | Olympische Spelen                       | WK langebaan                          | WK kortebaan                            | EK langebaan                                                 | EK kortebaan                                                 |
| ---- | --------------------------------------- | ------------------------------------- | --------------------------------------- | ------------------------------------------------------------ | ------------------------------------------------------------ |
| 2006 |                                         |                                       | geen deelname                           | 44e 100m schoolslag 30e 200m schoolslag 25e 400m wisselslag  | geen deelname                                                |
| 2007 |                                         | geen deelname                         |                                         |                                                              | 40e 100m schoolslag 23e 200m schoolslag                      |
| 2008 | 43e 100m schoolslag 33e 200m schoolslag |                                       | 20e 100m schoolslag 15e 200m schoolslag | geen deelname                                                | 41e 100m schoolslag 23e 200m schoolslag 18e 4x50m wisselslag |
| 2009 |                                         | 16e 100m schoolslag · 200m schoolslag |                                         |                                                              | 11e 100m schoolslag · 200m schoolslag                        |
| 2010 |                                         |                                       | geen deelname                           | 22e 100m schoolslag 8e 200m schoolslag 14e 4x100m wisselslag | geen deelname                                                |
| 2011 |                                         | 6e 200m schoolslag                    |                                         |                                                              | geen deelname                                                |

## Persoonlijke records
Bijgewerkt tot en met 12 december 2009

### Kortebaan
| Afstand         | Tijd    | Datum            | Plaats    |
| --------------- | ------- | ---------------- | --------- |
| 100m schoolslag | 1.06,41 | 12 december 2009 | Istanboel |
| 200m schoolslag | 2.17,52 | 11 december 2009 | Istanboel |

### Langebaan
| Afstand         | Tijd    | Datum        | Plaats   |
| --------------- | ------- | ------------ | -------- |
| 100m schoolslag | 1.07,80 | 7 juli 2009  | Belgrado |
| 200m schoolslag | 2.21,62 | 31 juli 2009 | Rome     |